# Aceratus davus
Aceratus davus är en skalbaggsart som beskrevs av Hermann Burmeister 1847. Aceratus davus ingår i släktet Aceratus och familjen Dynastidae. Inga underarter finns listade i Catalogue of Life.